# Перфектната буря
„Перфектната буря“ (на английски: The Perfect Storm) е американски филм от 2000 г. на режисьора Волфганг Петерсен, с участието на Джордж Клуни и Марк Уолбърг.
Филмът е екранизация на едноименната книга на Себастиан Джангър (Sebastian Junger) от 1997, основана на действителните факти относно гибелта на рибарския кораб Андреа Гейл (Andrea gail) по време на т.нар. „Перфектна буря“ от 1991 г.

## Номинации
- 2 номинации за „Оскар“`2000 за звук и визуални ефекти
- 2 номинации от Британската академия за звук и специални ефекти
- Номинация от Американското общество на операторите.

## „Перфектната буря“ в България
В България филмът се излъчи за пръв път на 22 юли 2012 г. по bTV с български дублаж за телевизията. Екипът се състои от:
| Роля                | Изпълнител                                                                             |
| ------------------- | -------------------------------------------------------------------------------------- |
| Преводач            | Соня Иванова                                                                           |
| Режисьор на дублажа | Тамара Войс                                                                            |
| Тонрежисьор         | Иван Малинков                                                                          |
| Озвучаващи артисти  | Радосвета Василева Таня Димитрова Ася Рачева Владимир Пенев Илиян Пенев Владимир Колев |